# Epifaniusz (Dumenko)
Epifaniusz, imię świeckie Serhij Petrowycz Dumenko (ur. 3 lutego 1979 w Wowkowym, rejon iwaniwski, obwód odeski) – ukraiński biskup prawosławny, w latach 2010–2018 biskup perejasławsko-chmielnicki Ukraińskiego Kościoła Prawosławnego Patriarchatu Kijowskiego, od 2018 metropolita kijowski i zwierzchnik autokefalicznego Kościoła Prawosławnego Ukrainy.

## Życiorys
Urodził się w rodzinie robotniczej. Dziecięce lata spędził we wsi Stara Żadowa w obwodzie czerniowieckim, tam też w 1996 ukończył szkołę podstawową.
W 1999 ukończył seminarium duchowne w Kijowie, jako jeden z najlepszych absolwentów. W tym samym roku podjął studia w Kijowskiej Akademii Duchownej, uzyskując w 2003 tytuł kandydata nauk teologicznych. Od 2003 do 2005 był sekretarzem zarządu eparchii rówieńskiej Ukraińskiego Kościoła Prawosławnego Patriarchatu Kijowskiego, jego sekretarzem prasowym oraz wykładowcą seminarium duchownego w Równem. W latach 2006–2007 studiował na wydziale filozoficznym Uniwersytetu Ateńskiego. Po powrocie na Ukrainę został zatrudniony jako wykładowca Kijowskiej Prawosławnej Akademii Teologicznej oraz kierownik katedry filozofii na tejże uczelni.
21 grudnia 2007 złożył wieczyste śluby mnisze przed patriarchą kijowskim i całej Rusi-Ukrainy Filaretem, przyjmując imię Epifaniusz na cześć św. Epifaniusza z Cypru. 6 stycznia 2008 został wyświęcony na hierodiakona, zaś 20 stycznia 2008 – na hieromnicha. W tym samym roku otrzymał godność archimandryty, po czym został przełożonym Monasteru Wydubickiego. Był także osobistym sekretarzem patriarchy kijowskiego Filareta.
21 października 2009 Święty Synod Ukraińskiego Kościoła Prawosławnego Patriarchatu Kijowskiego nominował go na biskupa wyszhorodzkiego, wikariusza eparchii kijowskiej. Jego chirotonia miała miejsce 15 listopada 2009 w soborze św. Włodzimierza w Kijowie. 27 lipca 2010 przeniesiony na katedrę perejasławsko-chmielnicką i boryspolską i mianowany rektorem Kijowskiej Prawosławnej Akademii Teologicznej. W 2012 otrzymał godność arcybiskupa. Od 28 czerwca 2013 był metropolitą perejasławsko-chmielnickim i białocerkiewskim. W tym też roku Synod Patriarchatu Kijowskiego zdecydował, iż po śmierci patriarchy Filareta metropolita Epifaniusz zostanie jego następcą.
15 grudnia 2018 r. na soborze zjednoczeniowym, przygotowującym utworzenie Kościoła Prawosławnego Ukrainy, został wybrany na jego zwierzchnika, metropolitę kijowskiego.
3 lutego 2019 w soborze Mądrości Bożej w Kijowie odbyła się jego intronizacja jako metropolity kijowskiego i całej Ukrainy, zwierzchnika autokefalicznego Kościoła Prawosławnego Ukrainy.

## Odznaczenia
Odznaczony Orderem „Za zasługi” II (2015) i III klasy (2008).